# Goera atiugo
Goera atiugo is een schietmot uit de familie Goeridae. De soort komt voor in het Oriëntaals gebied.